# Bielorussia ai XXIV Giochi olimpici invernali
La Bielorussia ha partecipato ai XXIV Giochi olimpici invernali, che si sono svolti dal 4 al 20 febbraio 2022 a Pechino in Cina, con una delegazione composta da 26 atleti.

## Medaglie

### Medagliere per disciplina
| Sport     | Oro | Argento | Bronzo | Totale |
| --------- | --- | ------- | ------ | ------ |
| Biathlon  | 0   | 1       | 0      | 1      |
| Freestyle | 0   | 1       | 0      | 1      |
| Totale    | 0   | 2       | 0      | 2      |

### Medaglie d'argento
| Medaglia | Nome           | Sport     | Evento                     |
| -------- | -------------- | --------- | -------------------------- |
| Argento  | Hanna Hus'kova | Freestyle | Salti femminile            |
| Argento  | Anton Smol'ski | Biathlon  | 20 km individuale maschile |

## Delegazione
| Sport                   | Uomini | Donne | Totale |
| ----------------------- | ------ | ----- | ------ |
| Biathlon                | 4      | 4     | 8      |
| Freestyle               | 3      | 3     | 6      |
| Pattinaggio di figura   | 1      | 1     | 2      |
| Pattinaggio di velocità | 1      | 4     | 5      |
| Sci alpino              | -      | 1     | 1      |
| Sci di fondo            | 2      | 2     | 4      |
| Totale                  | 11     | 15    | 26     |